# Bringin Nonggal
Bringin Nonggal is een bestuurslaag in het regentschap Sampang van de provincie Oost-Java, Indonesië. Bringin Nonggal telt 1780 inwoners (volkstelling 2010).